# Isoko (peuple)
Pour les articles homonymes, voir Isoko.
Les Isoko sont une population d'Afrique de l'Ouest vivant au sud du Nigeria, dans l'État du Delta. Ils sont liés aux Urhobo, leurs voisins.

## Ethnonymie
Selon les sources et le contexte, on observe différentes formes : Biotu, Igabo, Isokos, Sobo. Sobo est considéré comme péjoratif.

## Langue
Leur langue est l'isoko, une langue bénoué-congolaise dont le nombre de locuteurs était estimé à 423 000 en 2001.

## Culture

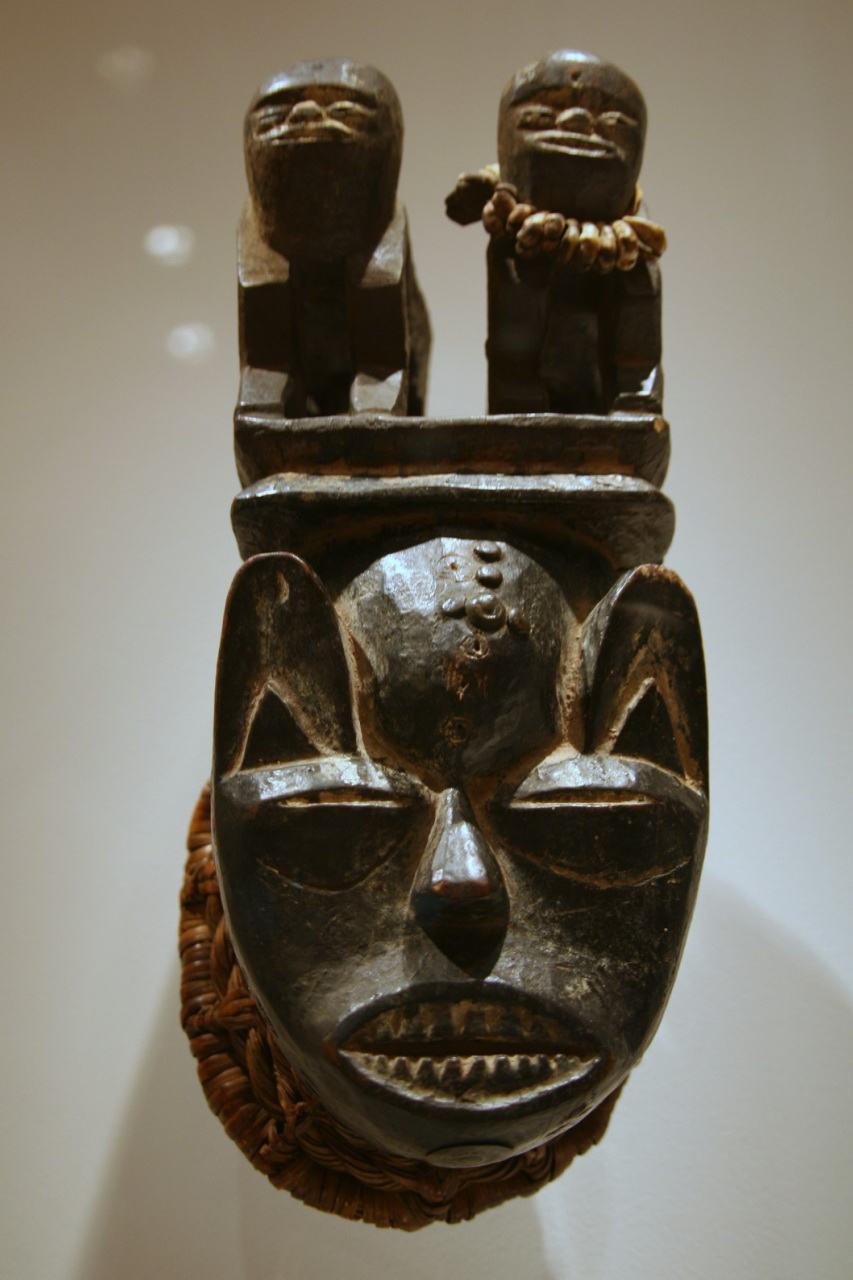
Masque
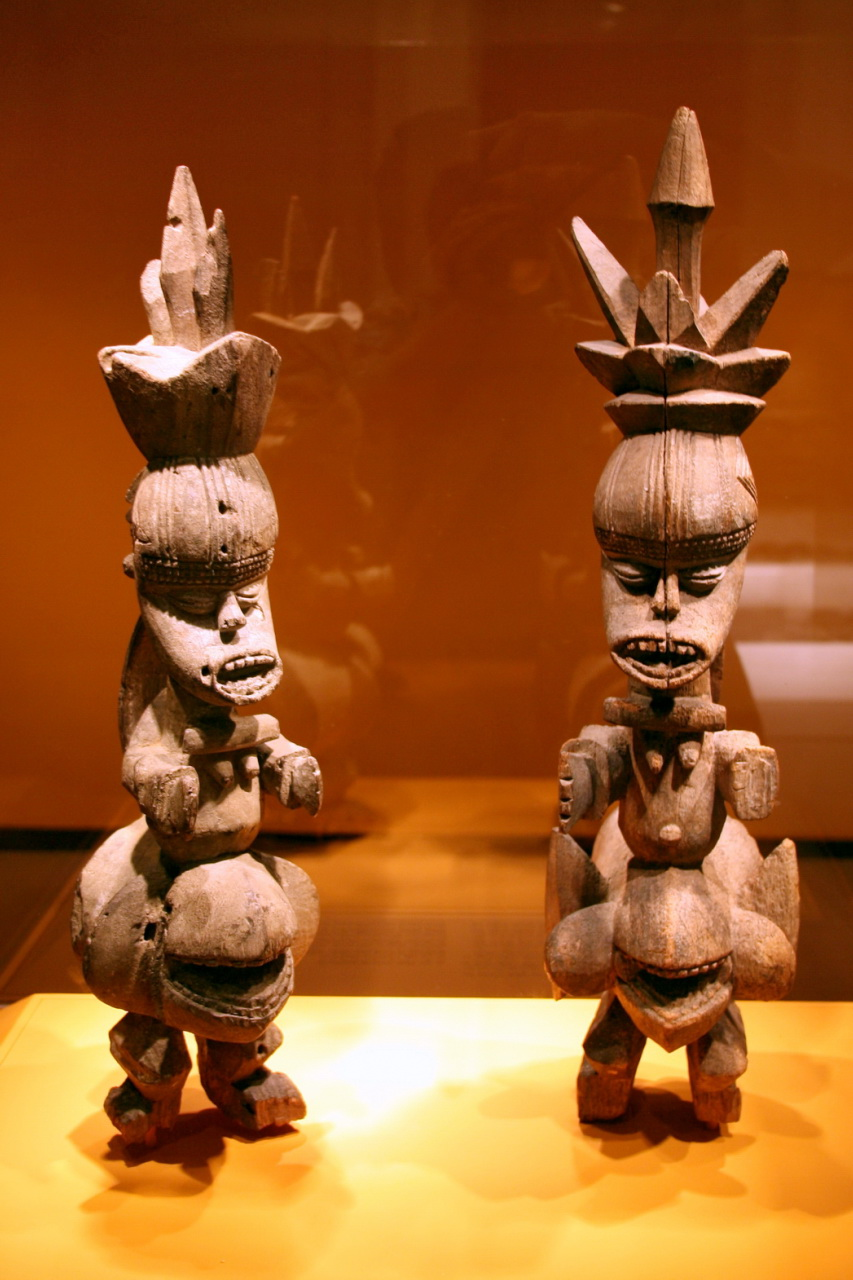
Statuettes

La plupart sont chrétiens.
- Masque[4]
- Statuettes[4]